# Вторжение гуннов в Галлию
Вторжение гуннов в Галлию — поход армии гуннов под предводительством Аттилы на территорию римской провинции Галлия в 451 году. Кульминацией похода стала битва на Каталаунских полях, однако сам поход не нашел подробного отражения в хрониках, поэтому главными источниками здесь являются произведения агиографической литературы. Как сообщал историк Э. Гиббон, формальным поводом для похода стало сватовство Аттилы к Гонории, которая ранее через посыльного переслала ему кольцо.
Войско гуннов было разноплеменным. Цифра в 500 тыс. воинов является явным преувеличением. Историки упоминают в армии Аттилы трех вождей остготов (Валамир, Теодемир и Видимир I) и одного предводителя гепидов (Ардарих). При продвижении вдоль Дуная через Германию восточные франки, бургунды и тюринги оказали поддержку гуннам.
7 апреля 451 года Аттила пересек средний Рейн (у впадения Неккара), захватил и полностью разрушил Divodurum (Мец). Пали также города Augusta Treverorum (Трир), Colonia Claudia Ara Agrippinensium (Кёльн). В последнем городе мученическую кончину нашла святая Кордула. Затем гунны атаковали Tongres (Тонгерен) и Durocortorum (Реймс). На пути армии Аттилы был Париж, но по легенде молитвы святой Женевьевы защитили город от разорения. Следующей целью гуннов был Aurelianum (Орлеан), откуда гунны отступили 14 июня для того, чтобы принять участие в битве на Каталаунских полях против войска римского полководца Аэция. Возле города Труа произошла встреча Аттилы со святым Лупом Труаским.
Историки обращают внимание на молниеносность похода, который длился около шестидесяти девяти дней. В общей сложности армия Аттилы преодолела около 990 километров и прошла по территории трех современных европейских стран: Германии (Трир, Кёльн), Бельгии (Тонгерен) и Франции (Мец, Реймс, Орлеан).